# Jules Roques
Pour les articles homonymes, voir Roques.
Jules Roques, né le 24 octobre 1850 à Paris et mort le 8 mars 1909 dans sa ville natale, est un journaliste, patron de presse, entrepreneur de publicité et homme politique socialiste français.
Personnage ambigu, il est d'abord boulangiste avec son journal Le Courrier français mais change de position en s'opposant au général Boulanger en 1889. La même année, il participe à la fusion des journaux socialistes Le Cri du peuple et Le Cri, fusion qui aboutit à la création de L'Égalité dont il devient le directeur alors que dans le même temps, les anarchistes lui prêtent des rapports avec la police.

## Biographie

### Famille et Education
Né le 24 octobre 1850 dans le Quartier latin, Hippolyte-Jules Roques est le fils de Jean-Pierre Roques et d'Élise-Malvina Sorlin. Cette dernière, rédactrice vers 1858-1859 d'un hebdomadaire intitulé Le Courrier français, sera ensuite courriériste des modes à La Vie parisienne.
Élève de l'institution scolaire tenue par sa mère, puis de l'école Turgot et du lycée Saint-Louis, Jules Roques est employé quelque temps à la Caisse des dépôts et consignations. Pendant la Guerre franco-allemande de 1870, il sert dans le 13e bataillon des mobiles de la Seine. Il se lance ensuite dans la publicité sous l'égide de Villemessant. Établi au no 2 de la place d'Anvers en 1884 et spécialisé dans les produits pharmaceutiques (notamment les pastilles Géraudel), il est alors l'agent de publicité du Petit Journal, de la Lanterne, du Petit Moniteur et de la Gazette des hôpitaux.

### Débuts dans le journalisme

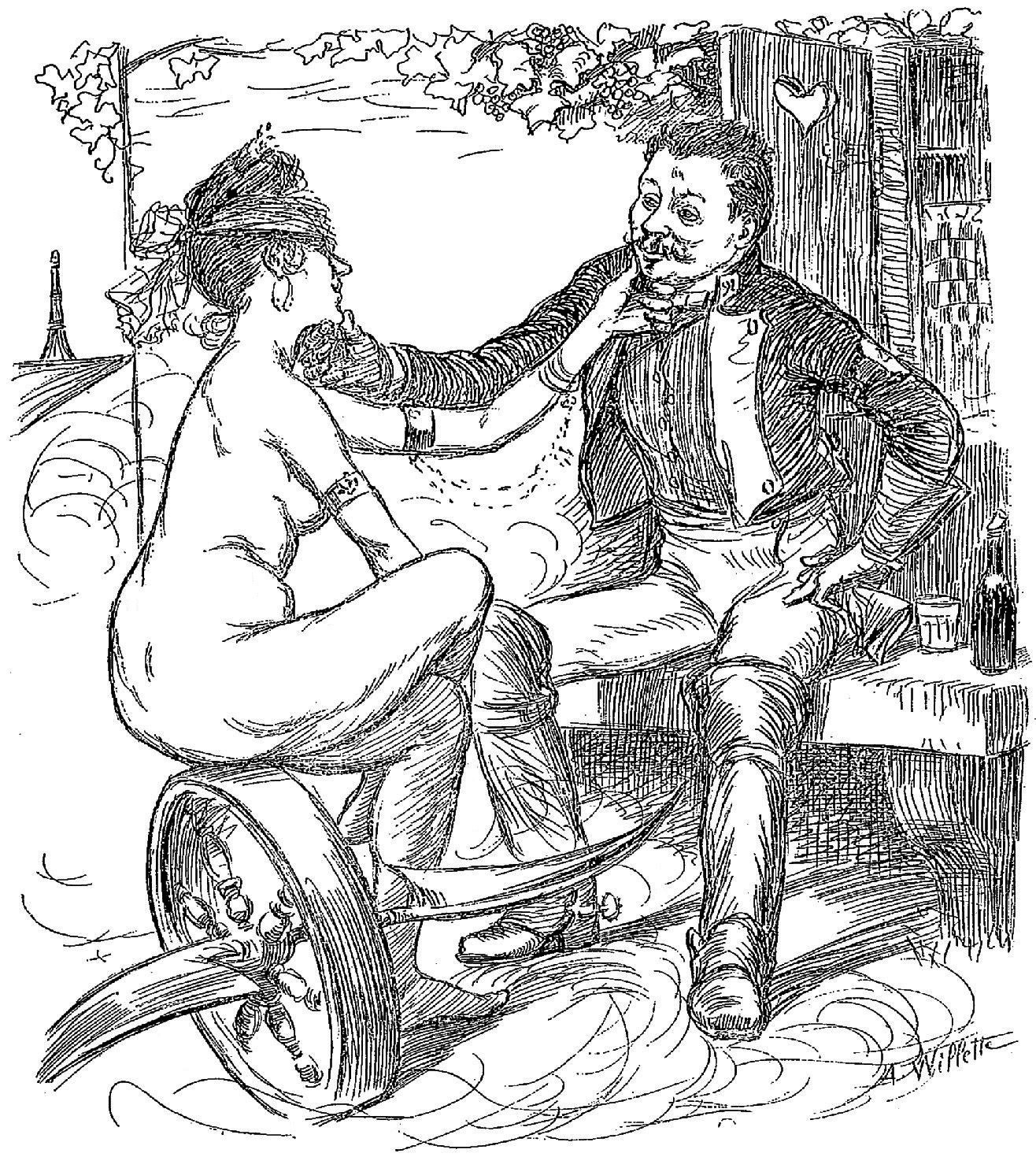
Roques par Willette (1892).

En 1884, il a l'idée de créer un hebdomadaire en guise de support publicitaire. Il reprend le titre du journal que rédigeait sa mère et fonde ainsi Le Courrier français, qu'il dirigera jusqu'à sa mort. Par leur contenu souvent provocateur ou érotique, qualifié à l'époque de « pornographique », certains des dessins et textes de ce journal seront ciblés par des poursuites judiciaires à l'encontre de Roques et de ses collaborateurs. Au même moment, le journal renouvelle de façon continue les caricatures à caractère antisémites notamment celles du caricaturiste Adolphe Léon Willette. Selon l'historien Laurent Bihl, Le Courrier français a « renouvelé l'antisémitisme visuel dans les années 1880 ».
Au début de l'année 1888, Roques est nommé secrétaire général de La Justice. En novembre 1888, réagissant à l'annonce de la création d'une « ligue antiforaine » par des Montmartrois mécontents du tapage de la fête foraine annuelle, il fonde la Ligue foraine afin de défendre les forains.

### Le directeur deL'Égalité

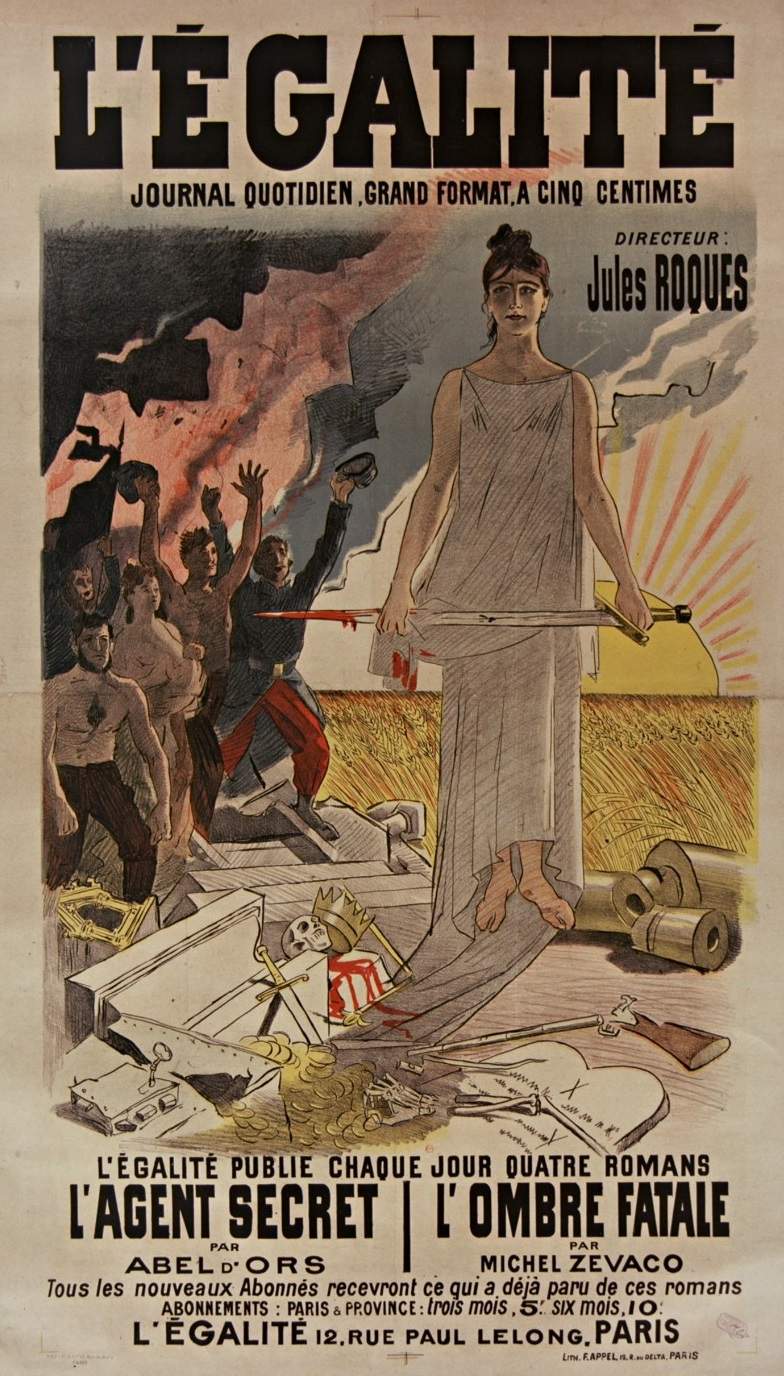
Affiche pour L'Égalité en 1890.

En février 1889, Roques prend la direction d'un nouveau journal socialiste, L'Égalité, qui est destiné à remplacer Le Cri du peuple de Jules Vallès et Le Cri (successeur de L'Homme libre qui cesse paraître en août 1888) des blanquistes Édouard Vaillant et Ernest Granger. Dès son arrivée, Roques présente le journal comme un lieu de « défense républicaine » rassemblant autant Jules Guesde et Paul Lafargue, Vaillant et Granger. Cependant, à peine deux semaines après le lancement du journal , les guesdistes et les blanquistes sont évincés de la rédaction par Roques. Dans le même temps, s'est constitué autour du journal une Ligue socialiste-révolutionnaire avec l'aide de Michel Zévaco, secrétaire de rédaction. La Ligue sera entachée d'une certaine suspicion en raison de ses liens supposées avec la police. Un rapport de police anonyme notera à la suite d'un meeting anarchiste du Cercle international tenu le 29 avril 1889 les propos suivants : 
« Tout le monde est tombé d'accord pour déclarer qu'il ne fallait pas attacher une grande importance à la Ligue et que l'on devait considérer Roques comme un fumiste, un agent boulangiste, un homme vendu et prêt à livrer, le moment venu, l'organisation de la Ligue Socialiste ».
À la fin du mois d'août 1889, près d'un mois avant les élections législatives, Roques pose sa candidature dans la 2e circonscription du 18e arrondissement. Se déclarant « socialiste révolutionnaire, antiboulangiste, anticadettiste et antipossibiliste », il y affronte le possibiliste Jules Joffrin et le général Boulanger. Ce dernier étant inéligible en raison de sa fuite et de sa condamnation par la Haute Cour, ses voix sont considérées nulles et non comptées dans le calcul de la majorité. Roques arrive ainsi en 3e position, avec 369 voix, soit 5,53 % des suffrages valides, derrière le boulangiste dissident Georges Thiébaud (7,43%) et loin derrière Joffrin (82,42 %), qui est déclaré élu à l'issue du premier tour du scrutin.

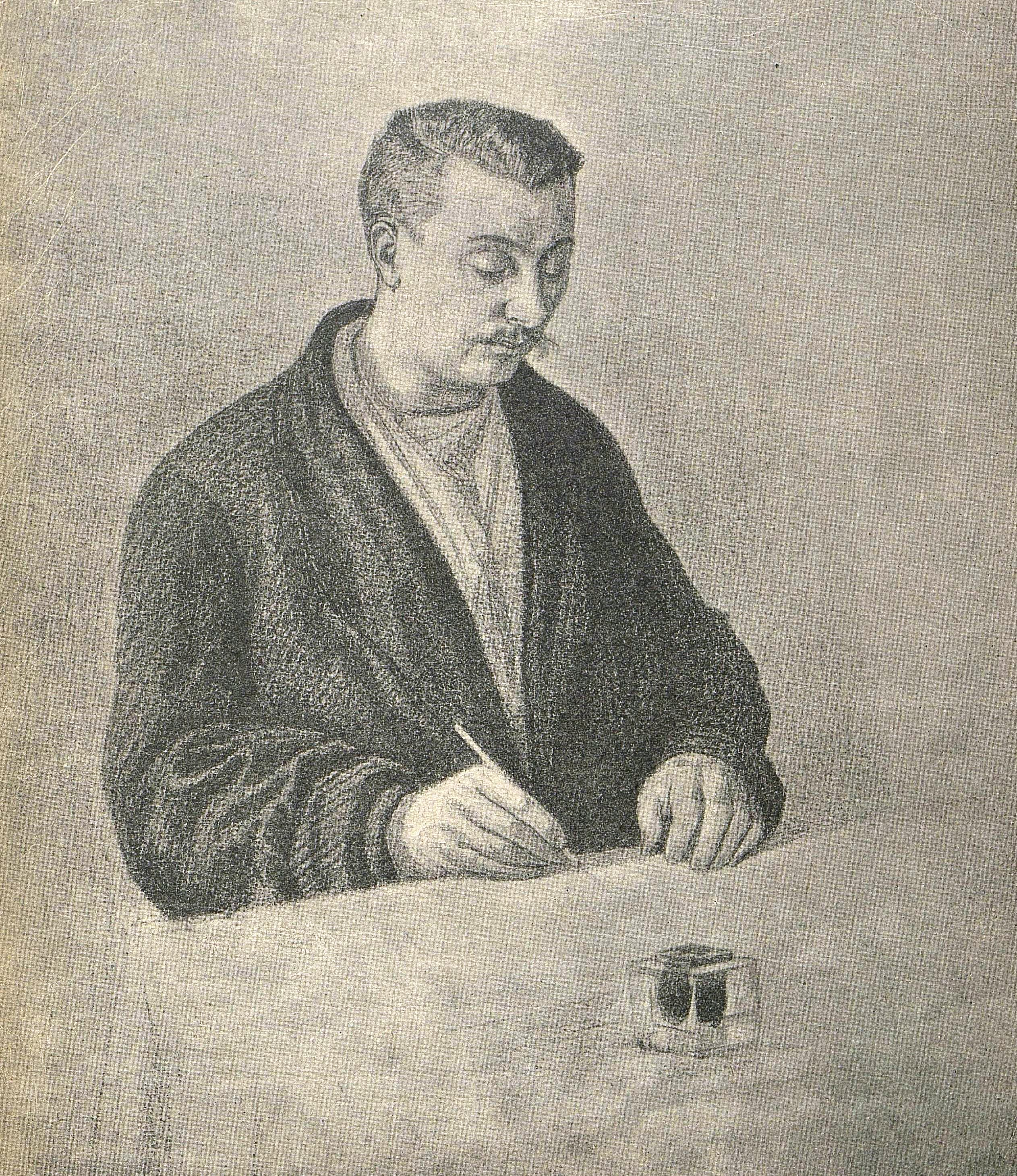
Jules Roques en 1892 dessiné par Heidbrinck dans Les Hommes d'aujourd'hui.

L'année suivante, la mort de Joffrin entraîne une élection partielle. Roques est à nouveau « candidat socialiste-révolutionnaire ». Les boulangistes ayant opté pour l'abstention et les possibilistes s'étant divisés depuis leur congrès de Châtellerault, le scrutin est très ouvert et mobilise une vingtaine de candidatures. Lors du premier tour, le 16 novembre 1890, Roques termine en sixième position, avec 685 voix (6,8 % des votants), derrière le révisionniste Lunel (7,1 %), l'allemaniste Dejeante (10,5 %), le radical Longuet (11,3 %), le socialiste Lissagaray (20,2 %) et le broussiste Lavy (23,1 %). Au second tour, Roques n'est plus que septième, avec seulement 249 suffrages (2,9 %), derrière Lunel (3,5 %), Longuet (5 %), le radical-socialiste Daumas (6,8 %), Dejeante (9,2 %), Lissagaray (24,6 %) et Lavy (37,4 %).
En 1893, Roques s'exile quelque temps à Londres pour ne pas avoir à purger une peine de quatre mois de prison qui lui avait été infligée en 1891 à la suite de la publication d'un dessin de Ferdinand Lunel dans le Courrier français. Finalement, sa peine est commuée en une amende dont il s'acquitte en juillet 1896.
Souffrant d'une hernie, Jules Roques meurt à la suite d'une opération à l'hôpital Saint-Antoine le 8 mars 1909.